# Universidad de Freiberg
La Universidad de Freiberg, como se conoce popularmente a la Universidad Técnica de Freiberg, es una universidad alemana situada en la localidad de Freiberg, fundada en 1765 como Escuela de Minas de Freiberg.
Aunque fue fundada oficialmente en ese año, sus orígenes se remontan al siglo XVI cuando surge una academia de minas, en la rica zona minera de Freiberg, la cual funcionaba intermitentemente, al igual que un colegio de minería, hasta que en 1765 se crea la Escuela de Minas de Freiberg con la finalidad de profundizar los conocimientos teóricos y especialmente prácticos de la minería como ciencia y elevar los niveles de calidad de estos.
Con los años la Escuela de Minas de Freiberg pasó a denominarse Universidad Técnica de Freiberg, nombre actual del centro docente especializado en minería más antigua del mundo.
Este centro de estudios universitarios aplicados y especializados en minería es famosa por su alto nivel de exigencia y calidad y ha servido de modelo a numerosas Escuelas de Minas del mundo. Aunque pequeña, la Universidad Técnica de Freiberg es sumamente influyente en el ámbito de la minería.
Por sus aulas han pasado muchísimos personajes de renombre mundial como:
- Hieronymous Theodor Richter
- Abraham Gottlob Werner
- Alexander von Humboldt

Todos los anteriores egresados de Freiberg.
- Novalis, quien en su calidad de abogado se desempeñó como profesor.

Como curiosidad se puede señalar que tanto Goethe como el futuro Zar de Rusia Pedro I (Pedro estudió en una de las academias previa a la fundación oficial) fueron estudiantes de Freiberg pero no concluyeron sus estudios al ser expulsados por no cumplir con los requisitos académicos mínimos.[cita requerida]
Cooperación internacional:
- Universidad Técnica de Aquisgrán
- Universidad de Concepción (Chile)
- Technische Universität Clausthal
- Colorado School of Mines (Estados Unidos)
- Berg- und Hüttenakademie Krakau »Stanislaw Staszic« (Polonia)
- Montanuniversität Leoben (Austria)
- Bergbauuniversität Moskau (Rusia)
- Staatliches Bergbauinstitut Sankt Petersburg (Rusia)
- South Dakota School of Mines and Technology, Rapid City, Dakota del Sur (Estados Unidos)
- Technische Universität Bergakademie VŠB Ostrava (Tschechien)
- St. Iwan-Rilski-Universität für Bergbau und Geologie, Sofía (Bulgaria)
- China University of Geosciences Wuhan
- Nationale Metallurgische Akademie der Ukraine (NMetAU)